# Кузнецов, Иван Степанович (партийный деятель)
Иван Степанович Кузнецов — советский хозяйственный, государственный и политический деятель.

## Биография
Родился в 1900 году в деревне Борки. Член ВКП(б) с 1925 года.
Участник Гражданской войны, ранен, демобилизован. С 1922 года — на хозяйственной, общественной и политической работе. В 1922—1955 гг. — учитель Ново-Покровской школы, на профсоюзной работе в Саратовской области, заведующий уездным отделом народного образования, директор сельскохозяйственного техникума, директор техникума механизации сельского хозяйства, в РККА, заведующий Военным отделом Ростовского, Даниловского районного комитета ВКП(б), 2-й секретарь Красноярского краевого комитета ВКП(б), 1-й секретарь Костромского областного комитета ВКП(б), заведующий Орловским областным отделом народного образования, начальник Планово-финансового управления Министерства просвещения РСФСР.
Избирался депутатом Верховного Совета РСФСР 2-го созыва, Верховного Совета СССР 3-го созыва.
Умер в 1976 году.